# Lingeard
Lingeard est une commune française, située dans le département de la Manche en région Normandie, peuplée de 88 habitants.

## Géographie
La commune est au nord du Mortainais. Son bourg est à 4,5 km au sud-est de Saint-Pois, à 8,5 km au nord de Juvigny-le-Tertre, à 12 km à l'ouest de Sourdeval et à 19 km au sud-ouest de Vire.
Couvrant 365 hectares, le territoire de Lingeard est le moins étendu du canton de Saint-Pois.
| Saint-Pois        | Saint-Michel-de-Montjoie | Saint-Michel-de-Montjoie |
| Saint-Pois        | Lingeard                 | Perriers-en-Beauficel    |
| Le Mesnil-Gilbert | Chérencé-le-Roussel      | Perriers-en-Beauficel    |

### Hydrographie
La commune est située dans le bassin Seine-Normandie. Elle est drainée par le ruisseau de Pierre Zure, le cours d'eau 01 de la commune du Mesnil-Gilbert, le cours d'eau 04 de la commune du Mesnil-Gilbert et le fossé 01 de la Courcolliere,,.

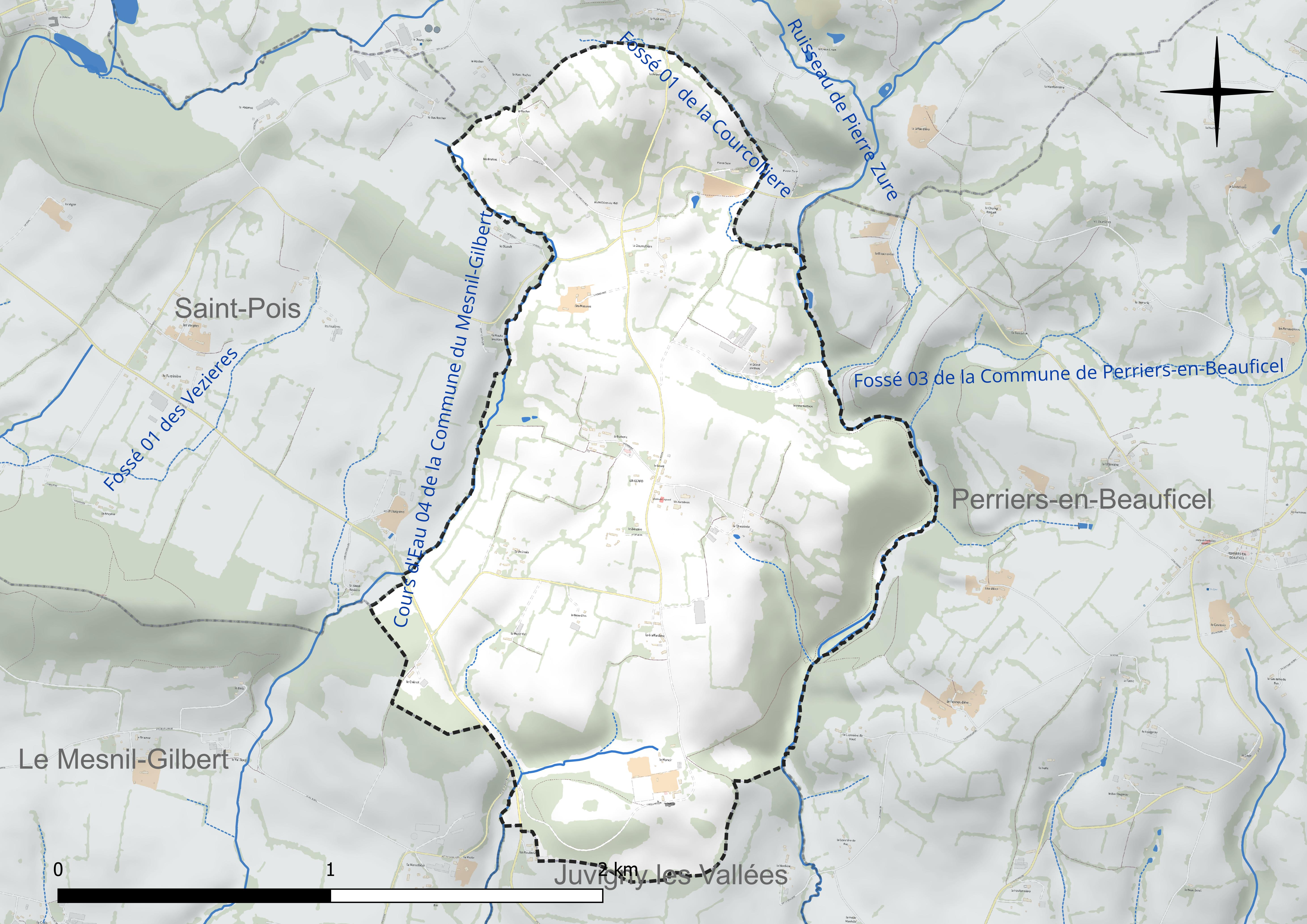
Réseau hydrographique de Lingeard.

### Climat
Pour des articles plus généraux, voir Climat de la Normandie et Climat de la Manche.
En 2010, le climat de la commune est de type climat océanique franc, selon une étude du CNRS s'appuyant sur une série de données couvrant la période 1971-2000. En 2020, Météo-France publie une typologie des climats de la France métropolitaine dans laquelle la commune est exposée à un climat océanique et est dans la région climatique  Normandie (Cotentin, Orne), caractérisée par une pluviométrie relativement élevée (850 mm/a) et un été frais (15,5 °C) et venté. Parallèlement le GIEC normand, un groupe régional d’experts sur le climat, différencie quant à lui, dans une étude de 2020, trois grands types de climats pour la région Normandie, nuancés à une échelle plus fine par les facteurs géographiques locaux. La commune est, selon ce zonage, exposée à un « climat contrasté des collines », correspondant au Bocage normand, bien arrosé, voire très arrosé sur les reliefs les plus exposés au flux d’ouest, et frais en raison de l’altitude.
Pour la période 1971-2000, la température annuelle moyenne est de 10,3 °C, avec une amplitude thermique annuelle de 13 °C. Le cumul annuel moyen de précipitations est de 1 094 mm, avec 14,2 jours de précipitations en janvier et 9,3 jours en juillet. Pour la période 1991-2020, la température moyenne annuelle observée sur la station météorologique la plus proche, située sur la commune de Saint-Hilaire-du-Harcouët à 18 km à vol d'oiseau, est de 11,5 °C et le cumul annuel moyen de précipitations est de 929,5 mm,. Pour l'avenir, les paramètres climatiques de la commune estimés pour 2050 selon différents scénarios d’émission de gaz à effet de serre sont consultables sur un site dédié publié par Météo-France en novembre 2022.

## Urbanisme

### Typologie
Au 1er janvier 2024, Lingeard est catégorisée commune rurale à habitat très dispersé, selon la nouvelle grille communale de densité à sept niveaux définie par l'Insee en 2022.
Elle est située hors unité urbaine et hors attraction des villes,.

### Occupation des sols
L'occupation des sols de la commune, telle qu'elle ressort de la base de données européenne d’occupation biophysique des sols Corine Land Cover (CLC), est marquée par l'importance des territoires agricoles (81,9 % en 2018), une proportion identique à celle de 1990 (81,9 %). La répartition détaillée en 2018 est la suivante : zones agricoles hétérogènes (42,3 %), prairies (39,4 %), forêts (18,1 %), terres arables (0,2 %). L'évolution de l’occupation des sols de la commune et de ses infrastructures peut être observée sur les différentes représentations cartographiques du territoire : la carte de Cassini (XVIIIe siècle), la carte d'état-major (1820-1866) et les cartes ou photos aériennes de l'IGN pour la période actuelle (1950 à aujourd'hui).

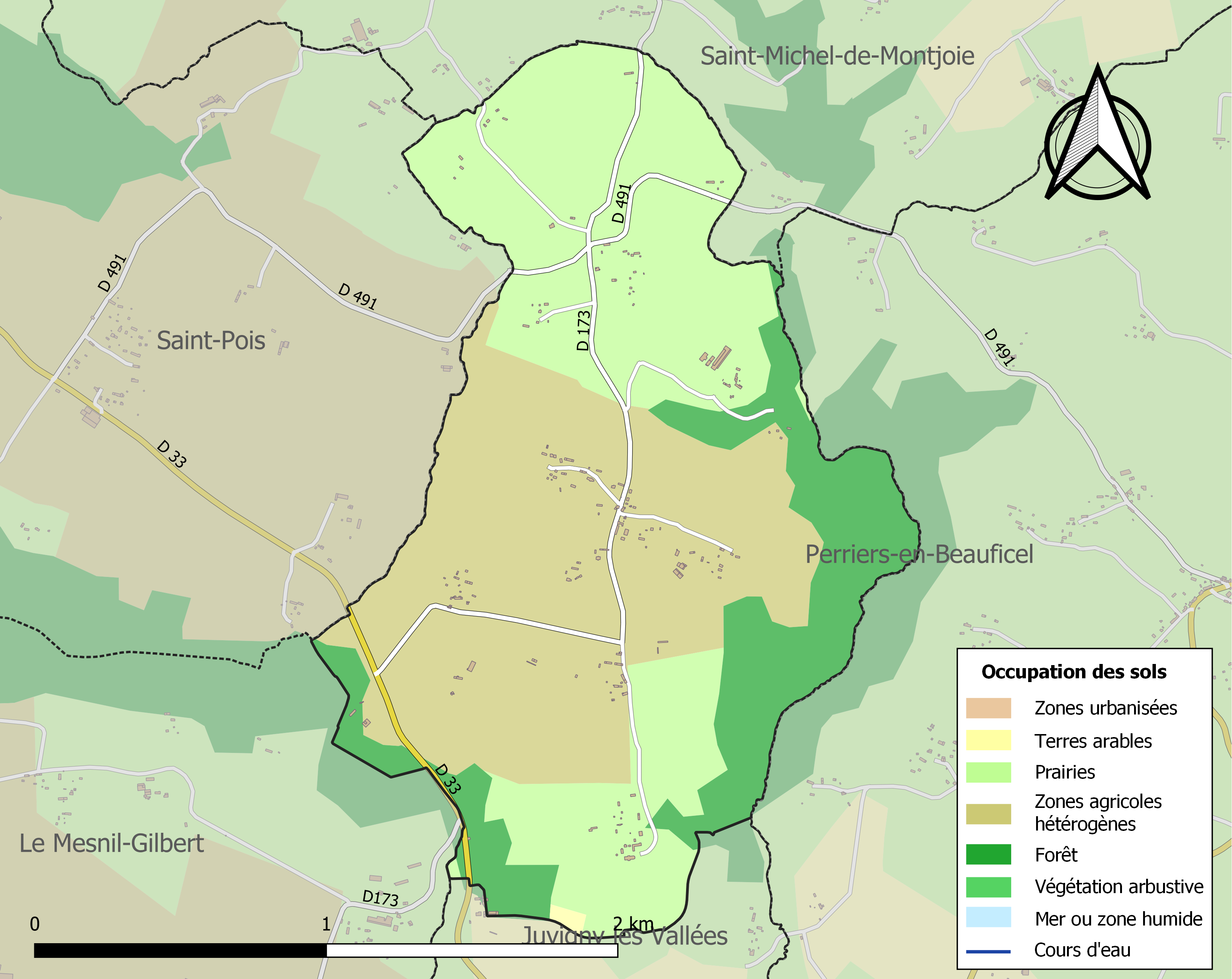
Carte des infrastructures et de l'occupation des sols de la commune en 2018 (CLC).

## Toponymie
Le nom de la localité est attesté sous les formes Lengehart en 1369-1370 et Laingehart, Laingehard en 1401.
Il s'agit sans doute de l'anthroponyme Engehart, variante du nom de personne Enguehart fréquent en Normandie. Il remonte au germanique Ingehard(us) (variante Ingohart). Le L initial représente l'article défini masculin qui s'est agglutiné selon un processus fréquent en toponymie, d'où *L'engehard devenu Lengehard. Les formations toponymiques Le Grippon, Le Guislain, etc. sont analogues.
Le gentilé est Lingeardais.

## Histoire
La seigneurie formait une vavassorie possession à l'origine de la famille de Crux.
Le 1er août 1795, Louis de Frotté, commandant en chef de l'armée catholique et royale — les chouans de Normandie —, bivouaque autour du château du Mesnil-Tôve quand il se fait attaquer par 120 Républicains, qui viennent de piller le château de Lingeard. Les Chouans menés par Bellavidès et Saint-Paul de Lingeard mettront les Républicains en fuite.

## Politique et administration
| Période                                  | Période  | Identité                   | Étiquette | Qualité                                                |
| ---------------------------------------- | -------- | -------------------------- | --------- | ------------------------------------------------------ |
| 1946                                     | 1989     | Prince Gonzague de Broglie | DVD-UDF   | Conseiller général du canton de Saint-Pois (1964-1982) |
| 1989                                     | 2009     | Gérard Chénel              | RPR-UMP   | Conseiller général du canton de Saint-Pois (1994-2008) |
| octobre 2009                             | En cours | Michel Mary                |           |                                                        |
| Les données manquantes sont à compléter. |          |                            |           |                                                        |

Le conseil municipal est composé de sept membres dont le maire et un adjoint.

## Démographie
L'évolution du nombre d'habitants est connue à travers les recensements de la population effectués dans la commune depuis 1793. Pour les communes de moins de 10 000 habitants, une enquête de recensement portant sur toute la population est réalisée tous les cinq ans, les populations de référence des années intermédiaires étant quant à elles estimées par interpolation ou extrapolation. Pour la commune, le premier recensement exhaustif entrant dans le cadre du nouveau dispositif a été réalisé en 2004.
En 2022, la commune comptait 88 habitants, en évolution de +11,39 % par rapport à 2016 (Manche : −0,31 %, France hors Mayotte : +2,11 %).
Lingeard a compté jusqu'à 331 habitants en 1841.
| 1793 | 1800 | 1806 | 1821 | 1831 | 1836 | 1841 | 1846 | 1851 |
| ---- | ---- | ---- | ---- | ---- | ---- | ---- | ---- | ---- |
| 280  | 249  | 309  | 302  | 306  | 320  | 331  | 311  | 300  |

| 1856 | 1861 | 1866 | 1872 | 1876 | 1881 | 1886 | 1891 | 1896 |
| ---- | ---- | ---- | ---- | ---- | ---- | ---- | ---- | ---- |
| 271  | 253  | 238  | 238  | 251  | 247  | 237  | 203  | 186  |

| 1901 | 1906 | 1911 | 1921 | 1926 | 1931 | 1936 | 1946 | 1954 |
| ---- | ---- | ---- | ---- | ---- | ---- | ---- | ---- | ---- |
| 197  | 189  | 189  | 158  | 171  | 163  | 165  | 193  | 205  |

| 1962 | 1968 | 1975 | 1982 | 1990 | 1999 | 2004 | 2006 | 2009 |
| ---- | ---- | ---- | ---- | ---- | ---- | ---- | ---- | ---- |
| 195  | 147  | 121  | 119  | 115  | 86   | 84   | 83   | 85   |

| 2014 | 2019 | 2022 | - | - | - | - | - | - |
| ---- | ---- | ---- | - | - | - | - | - | - |
| 81   | 86   | 88   | - | - | - | - | - | - |

Avec un taux de 28,7 % d'habitants étrangers en 2021, elle est la commune au plus haut taux d'étrangers de Normandie notamment du fait de l'immigration britannique.

## Lieux et monuments

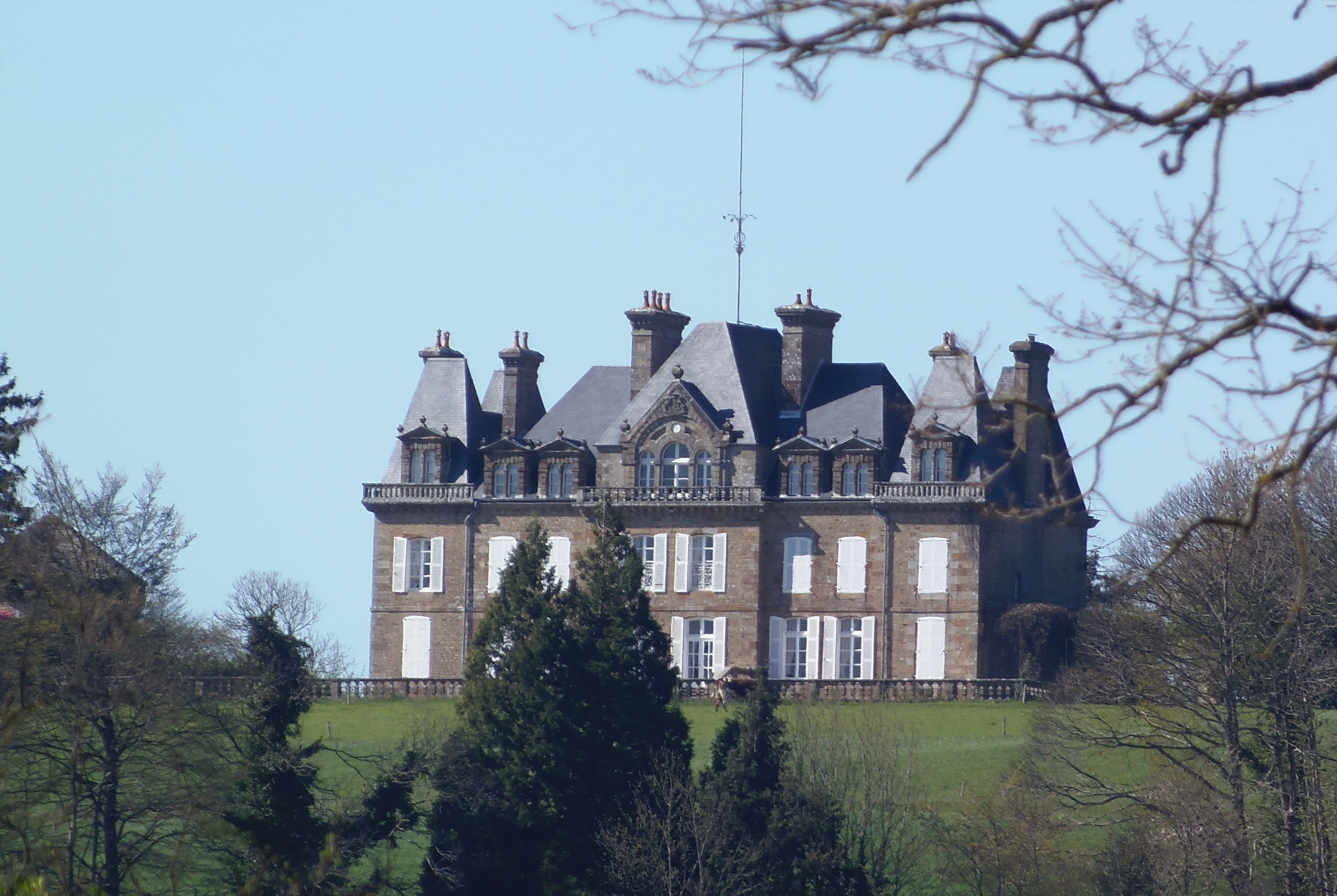
Vue d'ensemble du château de Lingeard et d'une partie de ses jardins.

- Église Saint-Sauveur du XVIIIe siècle. Abside 1856, et pierres tombales debout (1749)[22]. Elle abrite une Vierge à l'Enfant du XVe et un calice et sa patène du XVIIIe classés au titre objet aux monuments historiques[33],[34], un maître-autel et son retable du XVIIIe, un bas-relief, christ en croix (XIVe-XVe), les statues saint Contest, évêque du XIVe, sainte Marguerite du XVe[35].
- Château de Lingeard (XVIIIe siècle), avec chapelle et pigeonnier circulaire. Il est bâti en 1753 par Charles-Eugène de Saint-Paul (1729-1806), seigneur de Lingeard, capitaine de cavalerie, chevalier de Saint-Louis. Il est pillé en 1795. Au centre des deux façades a été posée une immense lucarne Napoléon III d'inspiration Louis XIII[35]. Le parc du château est inscrit à l'IGPC[36].
- Petit manoir XIXe siècle.
- Croix de cimetière (XVIIe siècle).
- Croix de chemin (XIXe siècle) et du Grand Verbois (XVIIIe siècle), vers Saint-Michel.
- Maisons aux linteaux datés 1826, 1837, 1870…
- Ruines d'un moulin.
- Bois du château. Situé sur un chemin de randonnée, il est ouvert aux promeneurs.

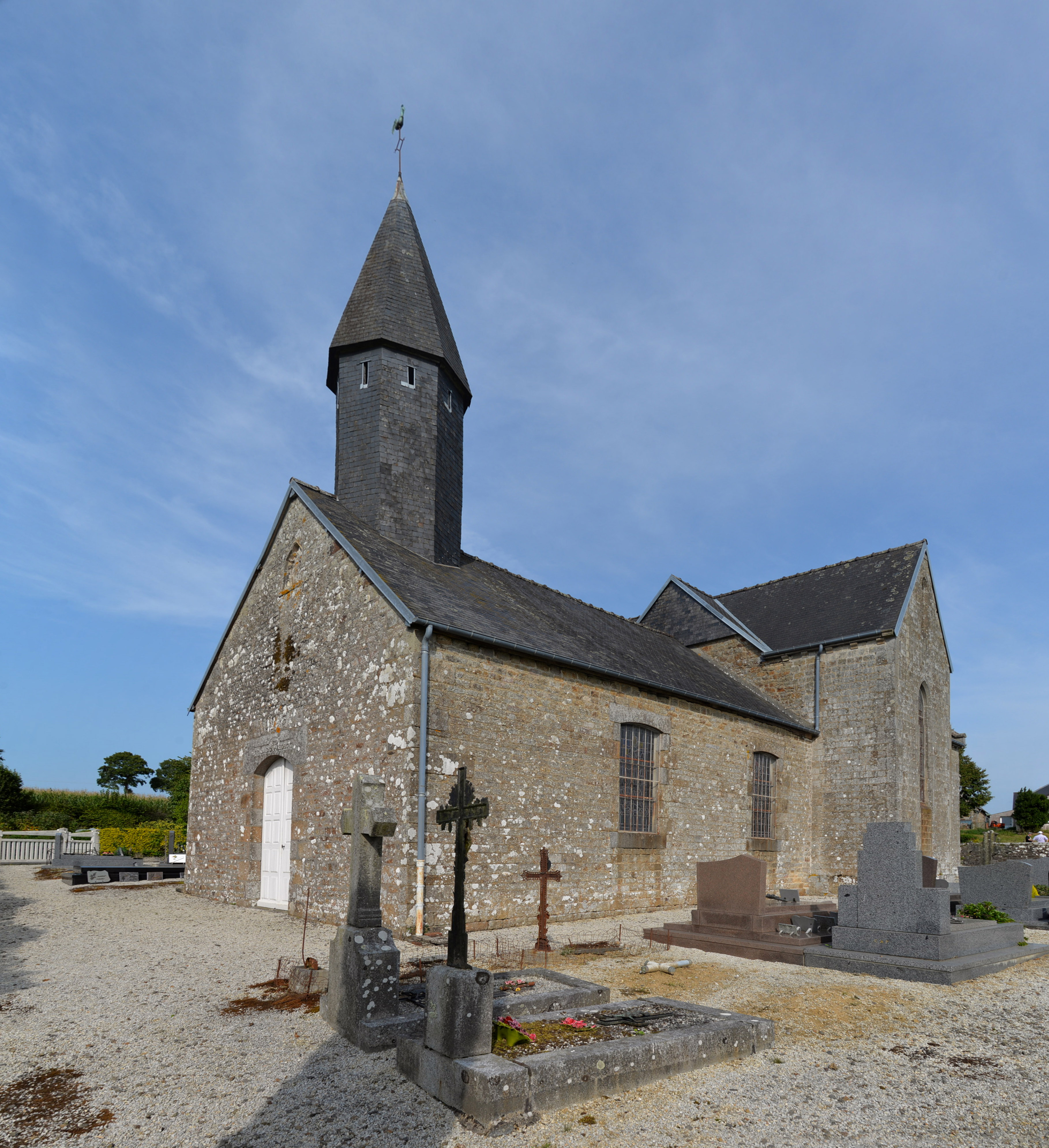
L’église Saint-Sauveur.
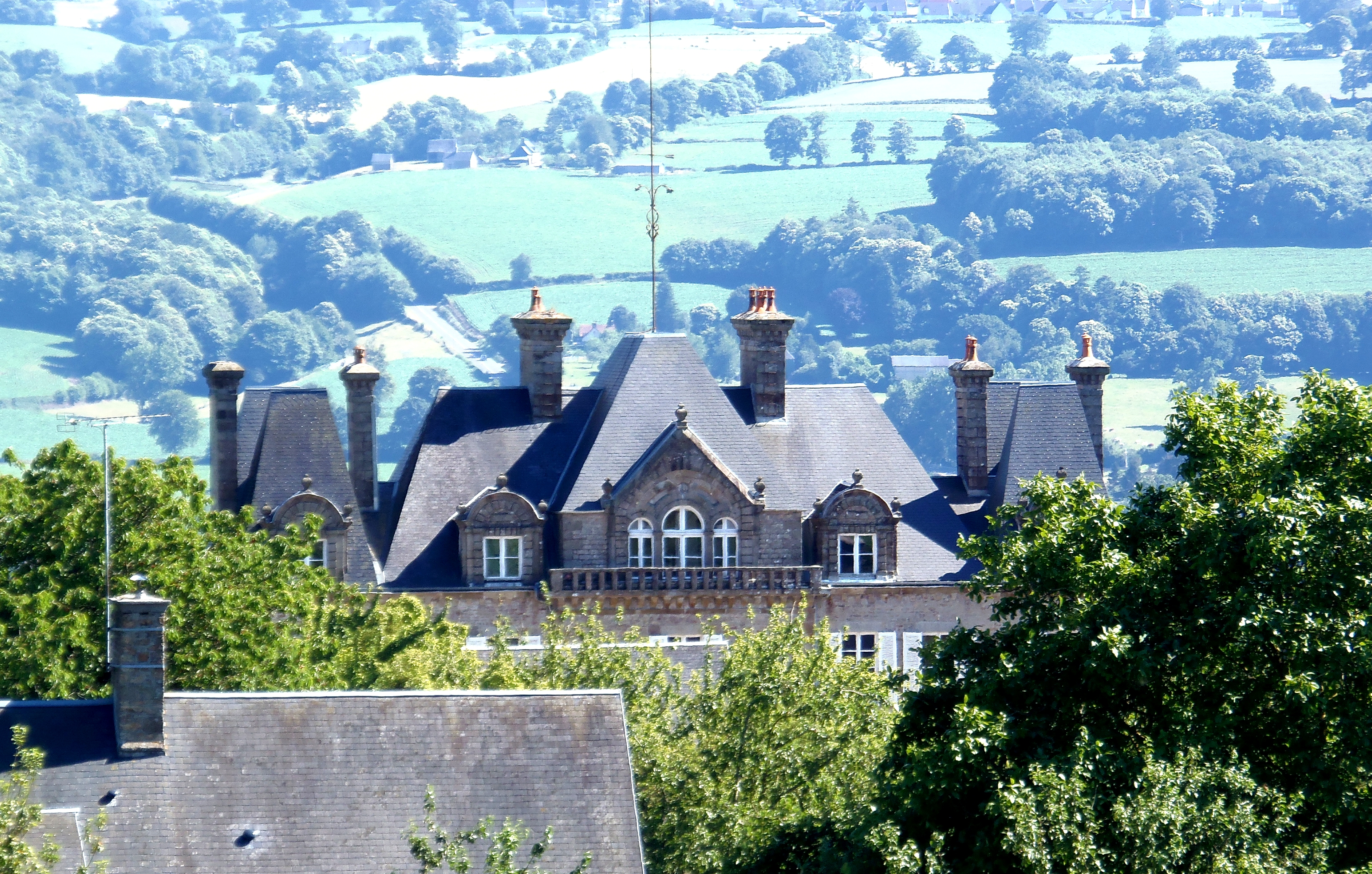
Le château.
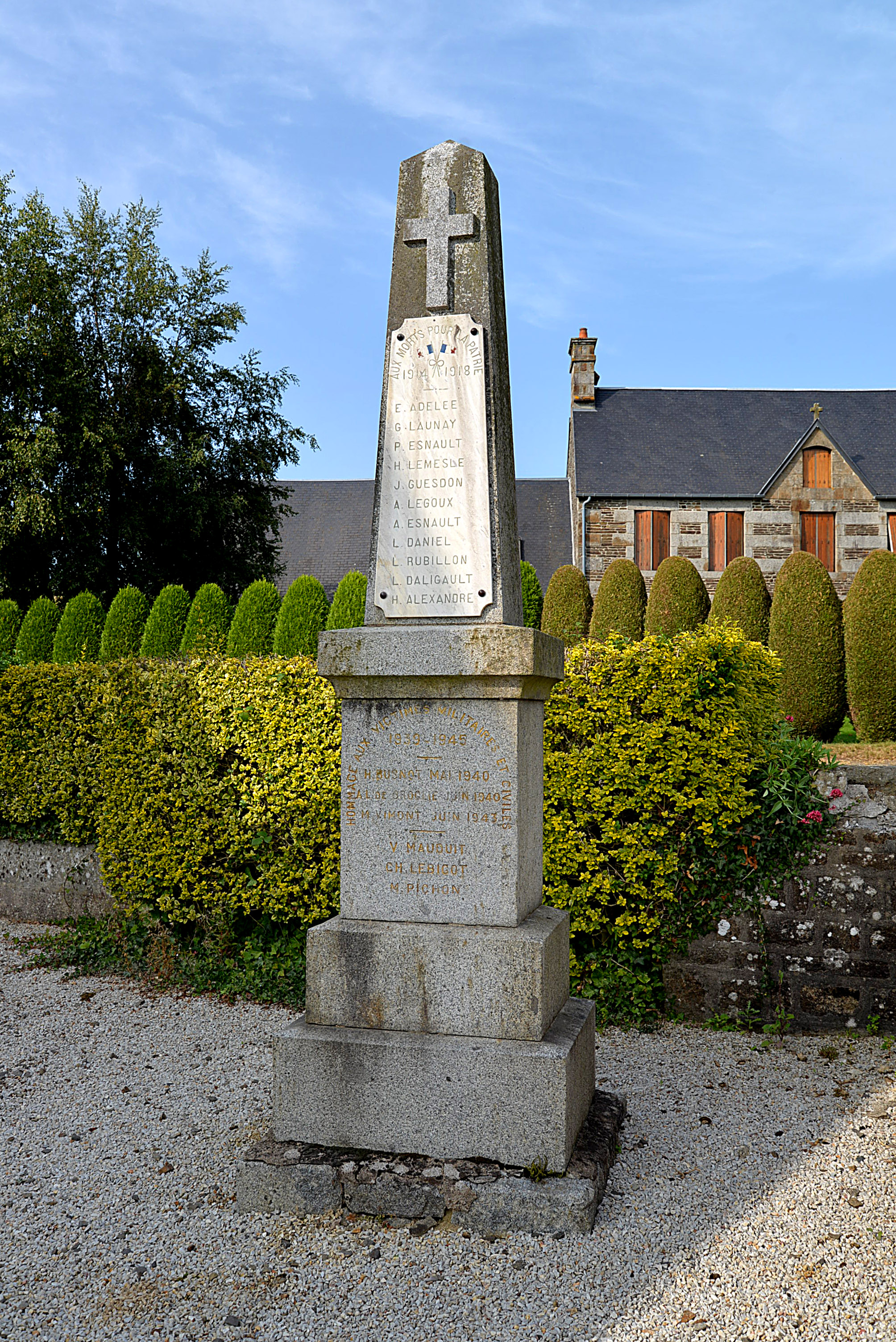
Le monument aux morts.

## Personnalités liées à la commune
Comte Charles-Nicolas de Saint-Paul de Lingeard (30 septembre 1773 - 17 juillet 1858), colonel des armées royales de l'ouest qui s'est illustré pendant la chouannerie normande. Revenu d'émigration en 1794, il fut conseiller général de la Manche de 1825 à 1830 et maire de Lingeard de 1826 à 1830.